# 达拉斯牛仔
達拉斯牛仔（英語：Dallas Cowboys）是美國國家橄欖球聯盟在德克薩斯州达拉斯-沃思堡大都会区的一支球隊，隶属于国联东区。其总部位于弗里斯科，主场是位于阿灵顿的AT&T体育场。
1960年，牛仔以擴建隊伍的身份加入大聯盟。这支球队拥有大量球迷，最能代表的就是它在NFL的连续销售记录。从2000年开始，牛仔队连续190场常规赛和季后赛（主场和客场）的门票均售罄。
这支球队8次进入超级碗，排名国联历史最多，与匹兹堡钢人队和丹佛野马并列史上第2多的超级碗出场次数，仅次于新英格兰爱国者的11次。牛仔队在8次超级碗经历中赢下了5次，和国联对手旧金山49人并列国联第一，全联盟仅次于匹兹堡钢人和新英格兰爱国者。牛仔队在1966赛季至1985赛季的连续20个赛季取得了胜多负少战绩，只有2次（1974赛季和1984赛季）没能杀进季后赛，这项纪录至今仍未被打破。
2020年，执掌球队10个赛季的杰森·加雷特没有和牛仔队续约，迈克·麦卡锡受雇成为牛仔队史第9位主教练。
在2021年時，球隊市值達57億美元，不僅在NFL中排名第1，同時也是世界上市值最高的体育队伍。
成立：1960年（國家橄欖球聯盟擴張）
主體育場：AT&T體育場（AT&T Stadium）（2010年—）
曾使用過的體育場：棉花碗體育場（1960年－1970年），德克薩斯體育場（1971年－2009年）
主教練：迈克·麦卡锡（2020年—）
頭盔設計：銀底藍星

## 球队历史

### 2018赛季
休赛期，由于外接手德兹·布莱恩特（Dez Bryant）引发场外风波，对部分球队成员进行语言攻击，导致4月13日球队对这位多年老臣作出了裁员决定。
由于此事和外接手特伦斯·威廉姆斯（Terrence Williams）的退役，致使牛仔队的外接手阵容水平陡降。在没有得到战力补充的情况下，牛仔队在赛季前7周的传球进攻捉襟见肘。四分卫达克·普雷斯科特（Dak Prescott）在赛季前6周场均只能传出190码，球队战绩在进入休息周前来到了3胜4负。
进入休息周的第二天，10月22日，牛仔队用2019年的首轮选秀签从奥克兰突袭者交易来明星外接手阿玛里·库珀（Amari Cooper），这笔交易被认为是扭转牛仔队进攻颓势的关键操作。此后的常规赛季内牛仔队合计将拿下7胜2负。
第13周，周四夜赛，牛仔队主场对阵进攻火力强大的新奥尔良圣徒。最终牛仔队大爆冷门，将圣徒队火热的传跑进攻全面限制住，以13-10的比分终场获胜。
第14周，牛仔队主场迎战同区对手费城老鹰。在赛季新高的93127名主场观众面前，四分卫达克·普雷斯科特（Dak Prescott）传出生涯新高的434码和3个传球达阵，全部由季中的新援外接手阿玛里·库珀（Amari Cooper）接到——包括终结加时赛的达阵传球，率领牛仔队29-23拿到胜利。
第15周，牛仔队在客场0-23被印第安纳波利斯小马完封，2003年之后首次在单场比赛中一分未得。
第17周，凭借四分卫达克·普雷斯科特（Dak Prescott）和外接手科尔·比斯利（Cole Beasley）在终场前的四档长传达阵，以及随后成功的两分转换，牛仔队客场36-35击败纽约巨人，以10胜6负的战绩摘得国联东区锦标，获得国联季后赛4号种子席位。
2019年1月5日，国联外卡赛，达拉斯牛仔坐镇主场迎战西雅图海鹰。由于西雅图海鹰拙劣的进攻战术呼叫、低效且过度的路面进攻、以及2/13的三档进攻转换率，达拉斯牛仔以24-22的终场比分晋级，时隔4年再次在季后赛取胜。
2019年1月12日，国联分区赛，达拉斯牛仔对阵2号种子洛杉矶公羊。公羊队稳健的路面推进合计取得了273码的惊人战果，控球时间达到36分13秒，将比赛节奏牢固地控制住。虽然牛仔队可以在空中进攻方面予以一定回应，但终以22-30败北，结束赛季。

### 2019赛季
坐拥国联东区最佳前景的牛仔队，最终以8胜8负的战绩排名国联东区第二名，无缘季后赛。其中对阵当季季后赛球队的战绩是尴尬的1胜7负，被戏称为虐菜狂魔和硬仗软蛋。
开季3周，球队面对较弱的纽约巨人、华盛顿红皮和迈阿密海豚取得了3连胜。但随后先后输给了强大的新奥尔良圣徒和绿湾包装工，在第6周爆冷不敌纽约喷气机的比赛让球队陷入困境。
此后数周，牛仔队的状态起伏不定。自12周至14周，牛仔队先后败给新英格兰爱国者、布法罗比尔和芝加哥熊，期间进攻端的极度疲软表现使主教练杰森·加雷特（Jason Garrett）受到大量批评质疑。
第16周，牛仔队作客同样7胜7负的费城老鹰，展开分区头名争夺关键战。最终牛仔队以比对手更加无力的进攻，9-17吃下失利。虽然17周对阵华盛顿红皮取胜，拿到8胜8负战绩，但是费城老鹰队同样在17周击败对手进而拿下国联东区冠军，将牛仔队踢出季后赛行列。
赛季结束后，为球队执教10个赛季的主教练杰森·加雷特（Jason Garrett）没有得到续约，牛仔队选择了前任绿湾包装工主帅迈克·麦卡锡上任主教练。

### 2020赛季
由于球队出现的大量关键位置伤病，以及退化严重的防守组，牛仔队本季表现不佳，最终取得6胜10负战绩，连续2年无缘季后赛。
2020年9月20日，在第2周主场迎战亚特兰大猎鹰的比赛中。牛仔队在第一节尚未结束就以0-20落后，在第四节还剩7：57时以24-39落后对手15分。最终牛仔队依靠快速的推进和猎鹰队关键时刻的特勤组严重失误，在时钟归零的片刻踢进任意球绝杀对手，以40比39的终场比分完成了队史排名第四的大逆转。
2020年10月4日，赛季第4周，牛仔队主场38-49输给克利夫兰布朗。牛仔队四分卫达克·普雷斯科特在赛季前4场比赛合计传球1690码，创下历史4场比赛内的传球码数纪录。但牛仔队由于防守过于糟糕以及进攻组的大量失误，在这4场之内只取得了1胜3负战绩。
2020年10月11日，赛季第5周，在主场迎战纽约巨人的比赛中，牛仔队四分卫达克·普雷斯科特在比赛第三节遭到右脚踝骨折的重伤，宣布赛季报销。但替补四分卫安迪·道尔顿在终场前1分钟用3记长传将球队打进了射门区，由踢球手踢进任意球绝杀，以37-34的比分将纽约巨人击败。此后，球队先后使用了3名替补四分卫完成赛季。
随后的三周，失去了首发四分卫的牛仔队由于无法控制失误，进攻端无法推进和防守端的糟糕表现，对阵亚利桑那红雀、华盛顿橄榄球队和费城老鹰连续吃下3场惨败。第9周主场迎战匹兹堡钢人，虽然球队意外将比赛悬念留到了第四节，但仍然在最后时刻无法阻挡钢人队的反超，以19-24败北。
10周休息周结束后，主教练迈克·麦卡锡在11周做客明尼苏达维京人的比赛前通过用大锤砸碎西瓜的方式试图鼓舞士气，球队以31-28的比分取得了客场胜利。但随后12周的感恩节夜赛和13周的周四夜赛，在全国直播的黄金时段中牛仔队两次大比分败给华盛顿橄榄球队和巴尔的摩乌鸦，赛季战绩来到3胜9负。
自14周起的3周，由于对手的强度下降和大量的失误，牛仔队取得了3连胜，在最后一周前仍然以6胜9负的成绩保有季后赛希望。最终17周在客场19-23不敌纽约巨人，无缘季后赛。
由于全年范围内在防守端的糟糕表现，防守协调员迈克·诺兰被解雇，接任者是前任亚特兰大猎鹰主帅丹·奎因。

## 歷年戰績
| 赛季              | 胜  | 负  | 平 | 常规赛季            | 季后赛 |
| ----------------- | --- | --- | -- | ------------------- | --- |
| 達拉斯牛仔（NFL） |     |     |    |                     | |
| 1960              | 0   | 11  | 1  | NFL西區第七         | -- |
| 1961              | 4   | 9   | 1  | NFL東區第六         | -- |
| 1962              | 5   | 8   | 1  | NFL東區第五         | -- |
| 1963              | 4   | 10  | 0  | NFL東區第五         | -- |
| 1964              | 5   | 8   | 1  | NFL東區第五         | -- |
| 1965              | 7   | 7   | 0  | NFL東區第二（並列） | -- |
| 超級盃時代        |     |     |    |                     | |
| 1966              | 10  | 3   | 1  | NFL東區第一         | 國聯冠軍賽以27-34敗給綠灣包裝工                                                                                 |
| 1967              | 9   | 5   | 0  | NFL首都區第一       | 分區季後賽以52-14擊敗克里夫蘭布朗 國聯冠軍賽以17-21敗給綠灣包裝工                                               |
| 1968              | 12  | 2   | 0  | NFL首都區第一       | 分區季後賽以20-31敗給克里夫蘭布朗                                                                               |
| 1969              | 11  | 2   | 1  | NFL首都區第一       | 分區季後賽以14-38敗給克里夫蘭布朗                                                                               |
| 大聯盟合併        |     |     |    |                     | |
| 1970              | 10  | 4   | 0  | 國聯東區第一        | 分區季後賽以5-0擊敗底特律雄獅 國聯冠軍賽以17-10擊敗舊金山四九人 第五屆超級碗以13-16敗給巴爾的摩小馬             |
| 1971              | 11  | 3   | 0  | 國聯東區第一        | 分區季後賽以20-12擊敗明尼蘇達維京人 國聯冠軍賽以14-3擊敗舊金山四九人 贏得第六屆超級碗（以24-3擊敗邁阿密海豚）   |
| 1972              | 10  | 4   | 0  | 國聯東區第二        | 分區季後賽以30-28擊敗舊金山四九人 國聯冠軍賽以3-26敗給華盛頓紅人                                                |
| 1973              | 10  | 4   | 0  | 國聯東區第一        | 分區季後賽以27-16擊敗洛杉磯公羊 國聯冠軍賽以10-27敗給明尼蘇達維京人                                             |
| 1974              | 8   | 6   | 0  | 國聯東區第三        | -- |
| 1975              | 10  | 4   | 0  | 國聯東區第二        | 分區季後賽以17-14擊敗明尼蘇達維京人 國聯冠軍賽以37-7擊敗洛杉磯公羊 第十屆超級碗以17-21敗給匹茲堡鋼人            |
| 1976              | 11  | 3   | 0  | 國聯東區第一        | 分區季後賽以12-14敗給洛杉磯公羊                                                                                 |
| 1977              | 12  | 2   | 0  | 國聯東區第一        | 分區季後賽以37-7擊敗芝加哥熊 國聯冠軍賽以23-6擊敗明尼蘇達維京人 贏得第十二屆超級碗（以27-10擊敗丹佛野馬）       |
| 1978              | 12  | 4   | 0  | 國聯東區第一        | 分區季後賽以27-20擊敗亞特蘭大獵鷹 國聯冠軍賽以28-0擊敗洛杉磯公羊 第十三屆超級碗以31-35敗給匹茲堡鋼人            |
| 1979              | 11  | 5   | 0  | 國聯東區第一        | 分區季後賽以19-21敗給洛杉磯公羊                                                                                 |
| 1980              | 12  | 4   | 0  | 國聯東區第二        | 外卡季後賽以34-13擊敗洛杉磯公羊 分區季後賽以30-27擊敗亞特蘭大獵鷹 國聯冠軍賽以7-20敗給費城老鷹                  |
| 1981              | 12  | 4   | 0  | 國聯東區第一        | 分區季後賽以38-0擊敗坦帕灣海盜 國聯冠軍賽以27-28敗給舊金山四九人                                                |
| 1982              | 6   | 3   | 0  | 國聯第二+           | 季後賽首輪以30-17擊敗坦帕灣海盜 第二輪以37-26擊敗綠灣包裝工 國聯冠軍賽以17-31敗給華盛頓紅人                     |
| 1983              | 12  | 4   | 0  | 國聯東區第二        | 外卡季後賽以17-24敗給洛杉磯公羊                                                                                 |
| 1984              | 9   | 7   | 0  | 國聯東區第四        | -- |
| 1985              | 10  | 6   | 0  | 國聯東區第一        | 分區季後賽以0-20敗給洛杉磯公羊                                                                                  |
| 1986              | 7   | 9   | 0  | 國聯東區第三        | -- |
| 1987              | 7   | 8   | 0  | 國聯東區第四        | -- |
| 1988              | 3   | 13  | 0  | 國聯東區第五        | -- |
| 1989              | 1   | 15  | 0  | 國聯東區第五        | -- |
| 1990              | 7   | 9   | 0  | 國聯東區第四        | -- |
| 1991              | 11  | 5   | 0  | 國聯東區第二        | 外卡季後賽以17-13擊敗芝加哥熊 分區季後賽以6-38敗給底特律雄獅                                                    |
| 1992              | 13  | 3   | 0  | 國聯東區第一        | 分區季後賽以34-10擊敗費城老鷹 國聯冠軍賽以30-20擊敗舊金山四九人 贏得第二十七屆超級碗（以52-17擊敗水牛城比爾）   |
| 1993              | 12  | 4   | 0  | 國聯東區第一        | 分區季後賽以27-17擊敗綠灣包裝工 國聯冠軍賽以38-21擊敗舊金山四九人 贏得第二十八屆超級碗（以30-13擊敗水牛城比爾） |
| 1994              | 12  | 4   | 0  | 國聯東區第一        | 分區季後賽以35-9擊敗綠灣包裝工 國聯冠軍賽以28-38敗給舊金山四九人                                                |
| 1995              | 12  | 4   | 0  | 國聯東區第一        | 分區季後賽以30-11擊敗費城老鷹 國聯冠軍賽以38-27擊敗綠灣包裝工 贏得第三十屆超級碗（以27-17擊敗匹茲堡鋼人）       |
| 1996              | 10  | 6   | 0  | 國聯東區第一        | 外卡季後賽以40-15擊敗明尼蘇達維京人 分區季後賽以17-26敗給卡羅萊納黑豹                                           |
| 1997              | 6   | 10  | 0  | 國聯東區第四        | -- |
| 1998              | 10  | 6   | 0  | 國聯東區第一        | 外卡季後賽以7-20敗給亞利桑那紅雀                                                                                |
| 1999              | 8   | 8   | 0  | 國聯東區第二        | 外卡季後賽以10-27敗給明尼蘇達維京人                                                                             |
| 2000              | 5   | 11  | 0  | 國聯東區第四        | -- |
| 2001              | 5   | 11  | 0  | 國聯東區第五        | -- |
| 2002              | 5   | 11  | 0  | 國聯東區第四        | -- |
| 2003              | 10  | 6   | 0  | 國聯東區第二        | 外卡季後賽以10-29敗給卡羅萊納黑豹                                                                               |
| 2004              | 6   | 10  | 0  | 國聯東區第三        | -- |
| 2005              | 9   | 7   | 0  | 國聯東區第三        | -- |
| 2006              | 9   | 7   | 0  | 國聯東區第二        | 外卡季後賽以20-21敗給西雅圖海鷹                                                                                 |
| 2007              | 13  | 3   | 0  | 國聯東區第一        | 分區季後賽以17-21敗給紐約巨人                                                                                   |
| 2008              | 9   | 7   | 0  | 國聯東區第三        | -- |
| 2009              | 11  | 5   | 0  | 國聯東區第一        | 外卡季後賽以34-14擊敗費城老鷹 分區季後賽以3-34敗給明尼蘇達維京人                                                |
| 2010              | 6   | 10  | 0  | 國聯東區第三        | -- |
| 2011              | 8   | 8   | 0  | 國聯東區第三        | -- |
| 2012              | 8   | 8   | 0  | 國聯東區第三        | -- |
| 2013              | 8   | 8   | 0  | 國聯東區第二        | -- |
| 2014              | 12  | 4   | 0  | 國聯東區第一        | 外卡季後賽以24-20擊敗底特律雄獅 分區季後賽以21-26敗給綠灣包裝工                                                 |
| 2015              | 4   | 12  | 0  | 國聯東區第四        | -- |
| 2016              | 13  | 3   | 0  | 國聯東區第一        | 分區季後賽以31-34敗給綠灣包裝工                                                                                 |
| 2017              | 9   | 7   | 0  | 國聯東區第二        | -- |
| 2018              | 10  | 6   | 0  | 國聯東區第一        | 外卡季後賽以24-22擊敗西雅圖海鷹 分區季後賽以22-30敗給洛杉磯公羊                                                 |
| 2019              | 8   | 8   | 0  | 國聯東區第二        | -- |
| 2020              | 6   | 10  | 0  | 國聯東區第三        | -- |
| 2021              | 12  | 5   | 0  | 國聯東區第一        | 外卡季後賽以17-23敗給舊金山四九人                                                                               |
| 2022              | 12  | 5   | 0  | 國聯東區第二        | 外卡季後賽以31-14擊敗坦帕灣海盜 分區季後賽以12-19敗給舊金山四九人                                               |
| 2023              | 12  | 5   | 0  | 國聯東區第一        | 外卡季後賽以32-48敗給綠灣包裝工                                                                                 |
| 2024              | 7   | 10  | 0  | 國聯東區第三        | -- |
| 總數              | 569 | 423 | 6  | （所有常規賽）      | （所有常規賽）                                                                                                  |
| 總數              | 36  | 31  | 0  | （所有季後賽）      | （所有季後賽）                                                                                                  |
| 總數              | 605 | 454 | 6  | （所有比賽）        | （所有比賽） |

+ ：因為球員罷工的關係，使球季縮短，在同分區的所有球隊以名次作出季後賽資格。

## 歷任主教練
- 汤姆·兰德里（英语：Tom Landry）：1960年 - 1988年（總戰績270勝178負6和；常規賽250勝162負6和，季後賽20勝16負，二次超級碗冠軍）
- 吉米·约翰逊：1989年 - 1993年（總戰績51勝37負；常規賽44勝36負，季後賽7勝1負，二次超級碗冠軍）
- 巴里·斯威策（英语：Barry Switzer）：1994年 - 1997年（總戰績45勝26負；常規賽40勝24負，季後賽5勝2負，一次超級碗冠軍）
- 钱·盖利（英语：Chan Gailey）：1998年 - 1999年（總戰績18勝16負；常規賽18勝14負，季後賽0勝2負）
- 戴夫·坎波（英语：Dave Campo）：2000年 - 2002年（15勝33負）
- 比尔·帕斯尔斯（英语：Bill Parcells）：2003年 - 2006年（總戰績34勝32負；常規賽34勝30負，季後賽0勝2負）
- 韦德·菲利普斯（英语：Wade Phillips）：2007年 - 2010年（總戰績35勝24負；常規賽34勝22負，季後賽1勝2負）◎
- 贾森·加勒特：2010年 - 2019年（總戰績87勝70負；常規賽85勝67負，季後賽2勝3負）
- 迈克·麦卡锡（英语：Mike McCarthy）：2020年 - 現今（目前總戰績18勝16負；常規賽18勝15負，季後賽0勝1負）

◎：第七任教練韦德·菲利普斯在2010年賽季前8場打完僅1勝7負，遭球團解除總教練一職，由助理教練贾森·加勒特代理，並於2011年賽季由球團宣布接任教練一職。

## 特殊紀錄
- 達拉斯牛仔無疑是NFL歷史上的一支成功球隊之一，目前和匹茲堡鋼人隊及丹佛野馬隊並列第二超級盃出席數的記錄（8次），僅次於新英格蘭愛國者（11次），並且和舊金山四九人隊並列，是奪得超級盃次數第二多的球隊（5次），僅次於匹茲堡鋼人及新英格蘭愛國者隊（6次）。

## 外部連結
- 達拉斯牛仔官方網站 （页面存档备份，存于）
- 達拉斯球迷俱樂部 （页面存档备份，存于）
- 藍星好漢——球迷網站 （页面存档备份，存于）